# 牙狼-GARO- 〜蒼哭ノ魔竜〜
『牙狼〈GARO〉 〜蒼哭ノ魔竜〜 -GARO SOUKOKU NO MARYU-』（ガロ そうこくのまりゅう）は日本の特撮映画作品。2013年2月23日公開。日本と台湾で同時公開となった。『牙狼〈GARO〉』シリーズ劇場版第2作目。第25回東京国際映画祭特別招待作品。
『牙狼〈GARO〉』シリーズの劇場版第2作（呀〈KIBA〉を含めると第3作目）であり、“冴島鋼牙編”の最終作。
本作品は2012年3月25日、東京ビッグサイトで行われた「東京国際アニメフェア2012」内での「牙狼〈GARO〉スペシャルイベント」で製作が発表された。
これまでの『牙狼』シリーズとは趣が異なり、異世界・約束の地を舞台にファンタジー色を前面に出した独特の世界観となっており、前作『牙狼〈GARO〉 〜RED REQUIEM〜』と同様に、これまでのテレビシリーズを知らなくても楽しめる作品となっている。敵役の松坂慶子は役者人生初となるワイヤーアクションに挑戦している。

## ストーリー
ギャノンを倒し、全ての魔戒騎士とヒトを救った黄金騎士・牙狼の称号を持つ魔戒騎士冴島鋼牙。そのために支払った代償は大きく、彼は大いなる力・ガジャリと契約し、生きて帰れる保証の無い『約束の地』から『嘆きの牙』を持ち帰る命を受け、いつ終わるとも知れぬ旅に出た。（牙狼〈GARO〉 〜MAKAISENKI〜を参照）
約束の地に降り立った瞬間、気を失った彼は愛用の魔法衣と魔導輪ザルバ、そして牙狼剣をも失ってしまう。気を取り直し約束の地を進む鋼牙。そんな彼の前に、この世界を支配するジュダムに捧げられる貢物であるメルが現れ、成り行きで彼女を救った鋼牙はこの世界が『モノ』の世界であることを知る。嘆きの牙を探すうち、鋼牙は次第にこの世界の真実を知り、ジュダムの野望を阻止するために戦うことを決意する。

## 登場人物
冴島 鋼牙（）
魔戒騎士の最高位『牙狼』の称号を持つ最強の魔戒騎士。本作品では『MAKAISENKI』後、ガジャリとの契約を履行するために約束の地へと赴くことになる。
約束の地に降り立つと同時に牙狼剣、魔法衣、魔導輪を失ってしまう。牙狼剣を取り戻すまでは鎧を召還できず、ジュダムの手下から奪った鉄剣で戦わざるを得なくなったが、敵になった相手とは互角以上に渡り合った。
カカシ
青ノ館の主。ジュダムによって真の名と姿を奪われ墓場で朽ち果てるのを待つのみであったが、鋼牙が知らずに名を与えたことで新たな姿を得る。魔竜と融合しヒトとなることを望むが、魔竜を倒すと宣言した鋼牙とは決別することとなった。命令されることが嫌いで、傍若無人で飄々としており常にふざけた言動を取る。決別してなお、鋼牙とはお互いを憎めない相手だと認識していた。
牙狼の鎧を召還できない状態の鋼牙と、拮抗するほどの剣技の持ち主。実はその腕前とお互いの感情には、カカシの正体にかかわる因縁があった。
メル
踊ったり歌うことが好きなモノ。青い肌に真紅の花のようなドレスを纏う。その美しい容姿を買われジュダムへの貢物にされかけたが、鋼牙によって救われた。
ジュダム
緑ノ城の女王。人間の女性のような容姿をしている。少女のような残忍さと無邪気さを併せ持っている。美しいモノや映画を好み、それらをごちそうにするためモノの世界を圧倒的な力で支配し美しい物を集めている。
魔竜を呼び出しそれと融合することで完全なヒトとなり、人間界へ行き破壊し尽くすことが目的であった。
- 劇中では語られていないが、レーザーディスクをイメージした、という裏設定がある。
- ホクロはジュダムを演じる松坂のアイデアであり、当初は松坂本人が鉛筆で描いていたが、後にクリスタルということとなり、監督の雨宮がアイラインの仕上げなどを直接している。

クロマル
青ノ館の住人。黒いぬいぐるみのような姿で、主であるカカシに懐いている。赤ん坊のような言葉を使い、カカシの名のみ舌っ足らずながらまともに呼んでいる。興奮すると噛み付く癖がある。
キリア
モノの世界の住人。頭には万年筆の筆先のような帽子を被っており、赤い肌をしている。弓の名手であり度々鋼牙を助けた。
ラウド
キリアの友人。本のような頭をしており、口元には様々な言語の文字が浮かぶ。ジュダムの襲撃を受け、キリアの目の前で消滅していった。
エサルト
ジュダムの家来。映写機に手足が付いたような外見をしており、周囲の気を吸い取ることでレンズのような眼球で遠くの景色の映像を投影することができる。
戦闘力は皆無で、鋼牙とジュダムの戦いの余波を受けて破壊された。
風の剣士 トンガリ、フタミミ
ジュダムの家来。彼女の命令で約束の地に住む美しいモノを集めている。長い耳が生えた小柄な剣士がフタミミで、頭部が尖ったずんぐりした体形の騎士がトンガリであり、同一の個体が複数存在する模様。
フタミミは剣術を得意とするほか、顔から怒りの表情を浮かべた人間の男性の顔の映像を映し出して相手を威嚇する能力を持ち、トンガリは頭部の先端をプロペラ状に変形させて飛翔する能力を持つ。
貢物のメルを運んでいる最中に鋼牙と遭遇し交戦した個体のうち、フタミミはナナシによって殺害され、トンガリはメルを奪われた罰でジュダムによって殺害された。
ゴルゴル兵
ジュダムの家来。手足の生えた巨大な髑髏のような外見をしており、両目も髑髏のような形状となっている。トンガリ、フタミミと同様に同一の個体が複数存在し、鎧を分離させることで機動性と攻撃パターンを増やしている。
ジュダムの親衛隊の役割を担っており、両腕に備わった剣とトゲ付き鉄球を武器とする。
知恵ノ剣士
知恵の祠を守る番人。鋼牙の前に立ち塞がり、激戦を繰り広げる。その正体は約束の地に降り立って変容した魔導輪ザルバであり、約束の地に降り立つ途中で鋼牙と離ればなれになった際の一瞬のずれにより何百年もの時の差が生じたため、自分が何者であるかを思い出せずにいた。
白ノ鳥
約束の地に現れた純白の美しい鳥のようなモノ。その正体は約束の地に降り立って変容した魔法衣であり、鋼牙が牙狼剣を取り戻すまでは元の姿に戻らなかった。
赤ノ犬
約束の地に現れた赤い犬のようなモノ。その正体は約束の地に降り立って変容した牙狼剣。
ナナシ
名前も体も失い、無になったモノたちのなれの果て。不定型な影のような姿をしており、名前を求めて見境なく獲物に襲い掛かる。

## 関連用語
約束の地
人間界で生み出され、やがて忘れ去られたモノたちが最後に辿り着く地。捻くれた殺風景な世界が続いており、曰く「無事で帰れる保証は無い」場所。住人たちは皆それぞれモチーフとなったモノを元に様々な姿に変わっており、ヒトの言語で話す。
この世界では名前こそが自分たちを定義する絶対の物であり、名前を忘れることは即ち消滅を意味する。名前を奪われたモノはナナシと化し、名前を求め他者に害をなす存在となる。完全に存在が消えていないなら新たな名前を与えられることで生き永らえることも可能。
モノたちは人間に存在を思い出して貰うことで元の姿を取り戻し、人間界へ戻ることができる。
混沌の森
鋼牙が最初に降り立った森。周囲は闇に包まれており、「アメフラシ」という小さく太ったモノが激しい雨を降らせている。
虚空の丘
名前と姿を奪われたモノたちの墓場となっている広大な丘。無数のナナシが巣食う危険な場所。
知恵の祠
約束の地で昔から知恵を司る「コワイモノ」である知恵の番人が住むと言い伝えられている祠。黒い太陽に照らされ、周囲に「ギンイロ草」という刃のように鋭い白銀の草が生い茂り、剣で切ってもすぐ再生してしまう。普通のモノでは入ることが許されない。
至福の大地
キリアやラウドらを始めとする、多くのモノが平和に暮らしている地。外観は卵に似たドームに包まれている。中に住むモノたちはヒトである鋼牙に対して警戒せずに興味津々に近づいてきた。
偽りの谷
人間界で忘れ去られたモノたちが集まってできたと言われている深く長い洞窟。壁面に「思愛の像」という無数の巨大な石像がある。
青ノ館
カカシとクロマルが住む館。館内はおもちゃ箱のようにガラクタが散らばっている。中にあるピアノを奏でると館内からパイプが伸び、ジャック・オ・ランタンに似た姿に変化して空を移動する。マジックハンドを生やすこともでき、戦闘時はそれを用いた格闘戦が得意。
緑ノ城
ジュダムが住む城。城の全てが映像で構築されており、実体が無い。モノたちを燃料にして動いている。周囲にフィルムに似たホログラフィを生成、魔術師・ガンマン・忍者などヒトを模したシルエットで外敵を迎え撃つ。
嘆きの海
魔竜が生息している荒れ狂った砂の海。様々なモノに姿を変えて荒れる海は、時空の狭間や人界とつながっている。
魔竜
約束の地に伝わる邪悪な存在。復活せずとも息吹だけで周囲に甚大な被害をもたらし、復活すれば大半のモノは無になると言われている。また、黒きウロコを用いて融合を果たせばモノはヒトとなり、人間の世界に行けるようになるとも伝えられている。
本体は素体ホラーに似た小型の魔物で、ザルバ曰く「素手でも倒せそう」な外見をしているが素早さ、魔力は凄まじく、オブジェを吐き出して投げつけてくる。そして、黒きウロコを持つ者と融合し、オブジェを纏って巨大なブリキのモニュメントにも似た蒼哭竜へと変貌すると、たとえ破壊されてもオブジェによってすぐに再生されるなど牙狼でも容易に倒せないほどの力を発揮する。
- 以前雨宮が担当したゲーム『七ツ風の島物語』に出てくる「ワスレサラレタモノ」というキャラの小さい体に大きな目というコンセプトを残して広げたものをデザインしている。蒼哭竜の背後に浮かんでいる文字の中には「今川焼き」や「豆腐」という文字もある。

黒きウロコ
魔竜の肉体の一部であり、その復活に必要なもの。かつてはカカシが持っていたが、彼がジュダムに一度倒された際に奪われた。
蒼竜牙狼（）
カカシたちのモノの想いを受けて変化した牙狼の新たな姿。鋼牙たちが移動に使っていたエアバイクのようなモノ・ツキハシラと魔導馬轟天をベースに、長く鋭く伸びた巨大な黄金の衝角を先端に展開した金色の馬で高い機動力を得ている。
サバック
初登場は小説『妖赤の罠』。東西南北、各管轄から多くの魔戒騎士たちが集い七日間をかけて己の腕を競い合い、最強の魔戒騎士を決める武術大会。勝負は1対1のトーナメント方式で、主に真剣で行われるが、魔戒筆を使わない術の使用も許される。判定は先に相手に1滴でも血を流させたほうが勝者となる。優勝者は一度だけ「死人の間」で自らが会いたいと願う死人の魂に会うことが許される。
今回の大会は涼邑零が優勝し、彼は冴島大河の魂に出会った。

## キャスト
- 冴島鋼牙 - 小西遼生
- カカシ - 久保田悠来
- メル - 蒼あんな
- キリア - 螢雪次朗
- エサルト - 柳原哲也
- ザルバ - 影山ヒロノブ
- シルヴァ - 折笠愛
- ガジャリ - 大友龍三郎
- クロマル / ラウド - 奥田ゆかり
- 魚頭 - 高桑晶子 / 鉾久奈緒美（大駱駝艦）
- 妖精たち - 柴田千絵里、川越美樹、エリザベス・マリー、江頭慶子、加藤このみ、鈴木みほ、増田ゆーこ、ももちゃん14歳
- 鋼牙少年時代 - 小泉萬斎
- 修行する少年たち - 青木柚、石川凌、小柴亮太、佐藤純弥、杉浦諒祐、関根航、長浜利久也、温水祐哉、吉岡三四郎
- 妖精たちの声 - 沖佳苗、真堂圭、杉山紀彰
- 山刀翼 - 山本匠馬
- 布道レオ - 中村織央
- 御月カオル - 肘井美佳
- 涼邑零 - 藤田玲
- 冴島大河 - 渡辺裕之
- ジュダム - 松坂慶子[注釈 2]

### スーツアクター
- キリア - 柴田千絵里
- ラウド - 川越美樹
- 黄金騎士ガロ - 大西雅樹

### パフォーマンスアクター
- エサルト - 荒川真、松上順也
- クロマル - 岡本和彦、川尻麻美夏、渡辺真知子（人形劇団プーク）

## スタッフ
- 原作・脚本・監督 - 雨宮慶太
- エグゼクティブプロデューサー - 二宮清隆
- アソシエイトプロデューサー - 吉田健太郎
- プロデューサー - 夏井佳奈子、山邊博文、侭田日吉
- アシスタントプロデューサー - 音無珠映、河波佑介
- アクション監督 - 大橋明
- 音楽プロデューサー - 井上俊次
- 撮影 - 西岡章
- 照明 - 吉角荘介
- 美術 - 竹内正典
- 衣装 - 宮田弘子
- ジュダム衣装 - JAP工房
- メイク - 本田真理子
- VFXスーパーバイザー - 中川茂之
- VFX/CG - オムニバス・ジャパン
- 特別協力 - サンセイアールアンドディ
- 制作 - 東北新社、オムニバス・ジャパン
- 配給・製作 - 東北新社

## 主題歌
テーマソング「風 〜旅立ちの詩〜」
作詞・作曲 - 影山ヒロノブ / 編曲 - 栗山善親、寺田志保 / 歌 - JAM Project

## 関連商品

### DVD・Blu-ray
2013年に9月4日にポニーキャニオンからBlu-ray、DVD、COMPLETE BOXが発売された。

### CD
「牙狼＜GARO＞黄金歌集　牙狼魂」
2013年9月25日にランティスから発売された、牙狼シリーズのベストアルバム。他の作品の主題歌とともに、本作の主題歌が収録されている。

## パチンコ
2013年5月にサンセイR&Dから本作のタイアップ機であるパチンコ『CR牙狼 FINAL』が発売された。